# Spitzkoppe

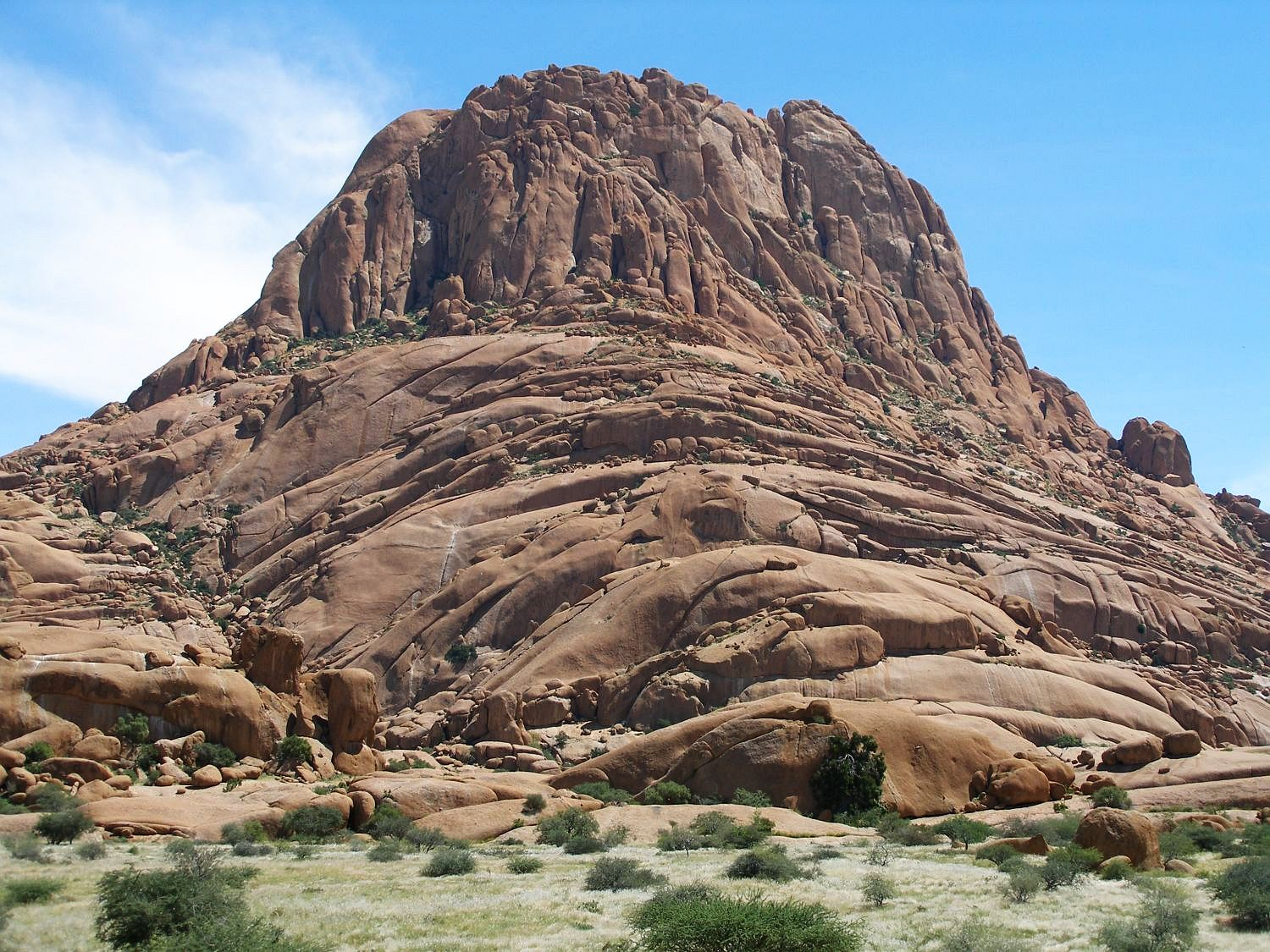
Spitzkoppe.

El Spitzkoppe (también llamado Spitzkop, Groot Spitzkop, o el "Cervino de Namibia") es un grupo de picos de granito localizado entre Usakos y Swakopmund, en el Desierto de Namibia. El granito tiene más de 132 millones de años de antigüedad y el pico más alto alcanza los 1784 m s. n. m.. Los picos se elevan destacadamente desde la planicie que los rodea, alrededor de 700 metros más alto que el desierto circundante. 
Se encuentran muchos ejemplos del arte de los bosquimanos pintados en las rocas de la zona.

## Galería

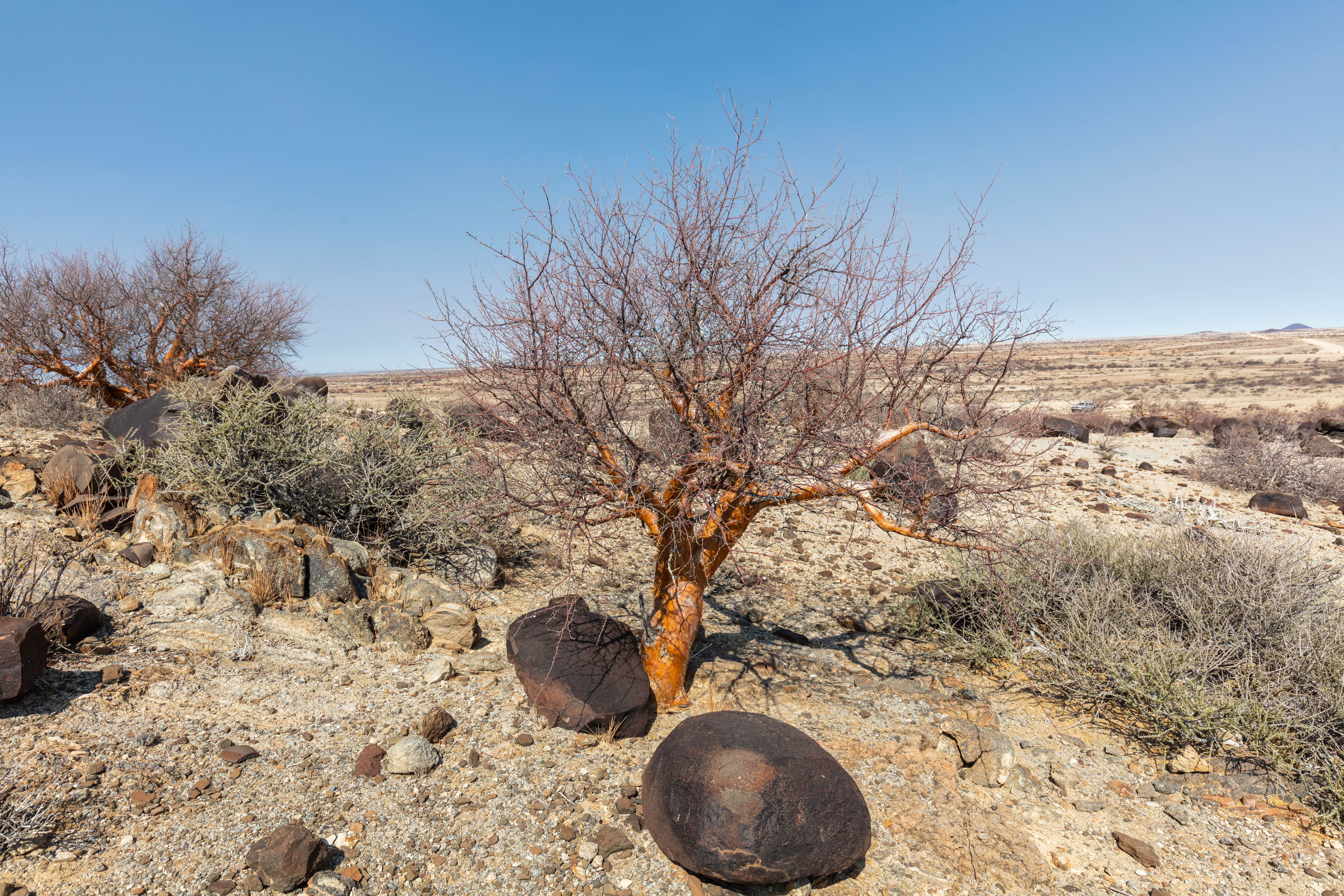
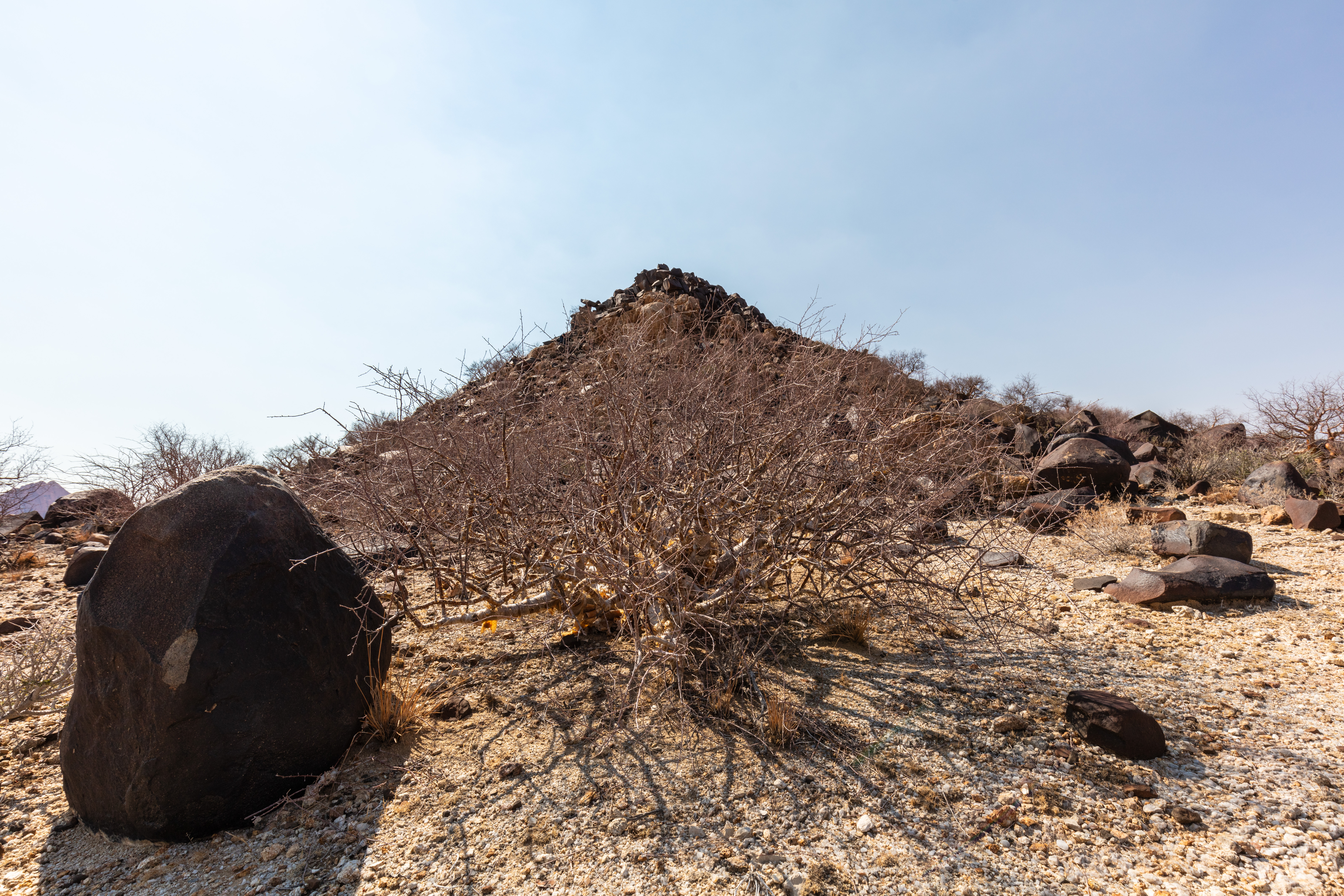
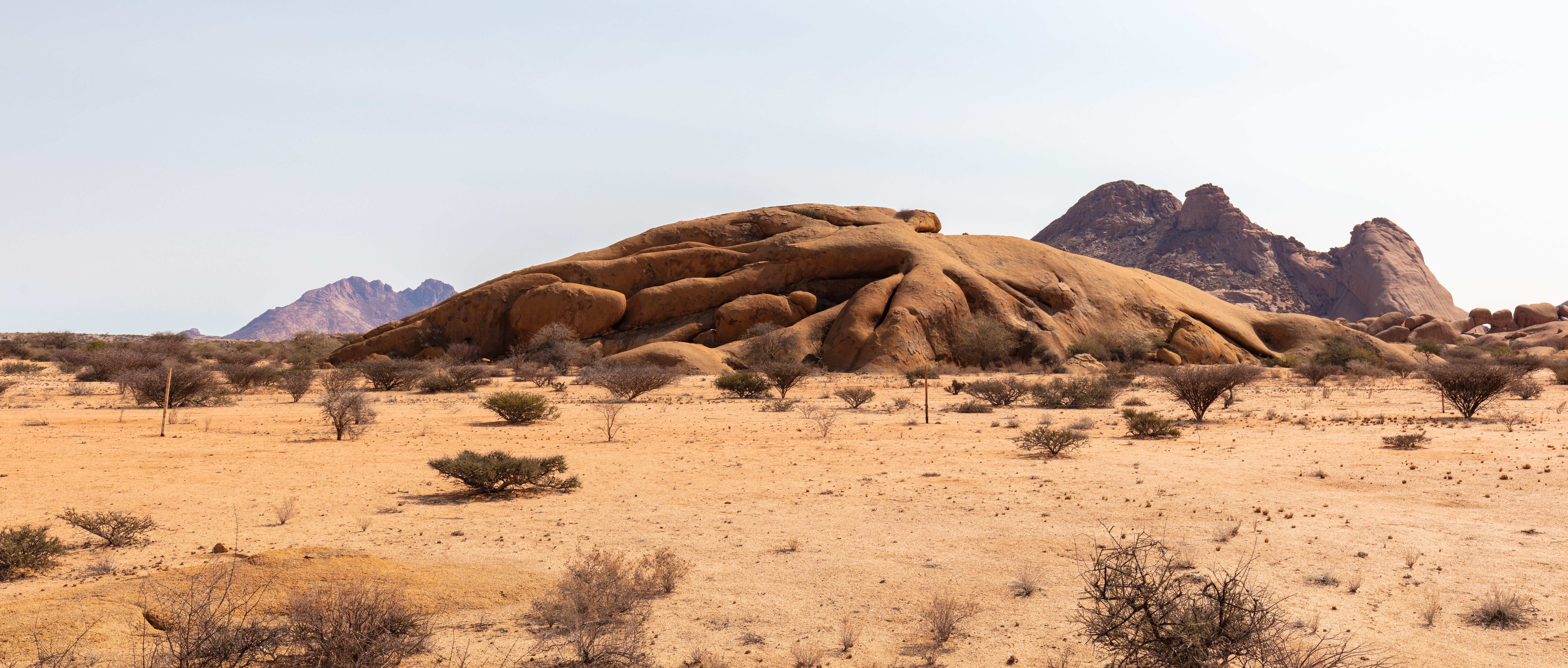
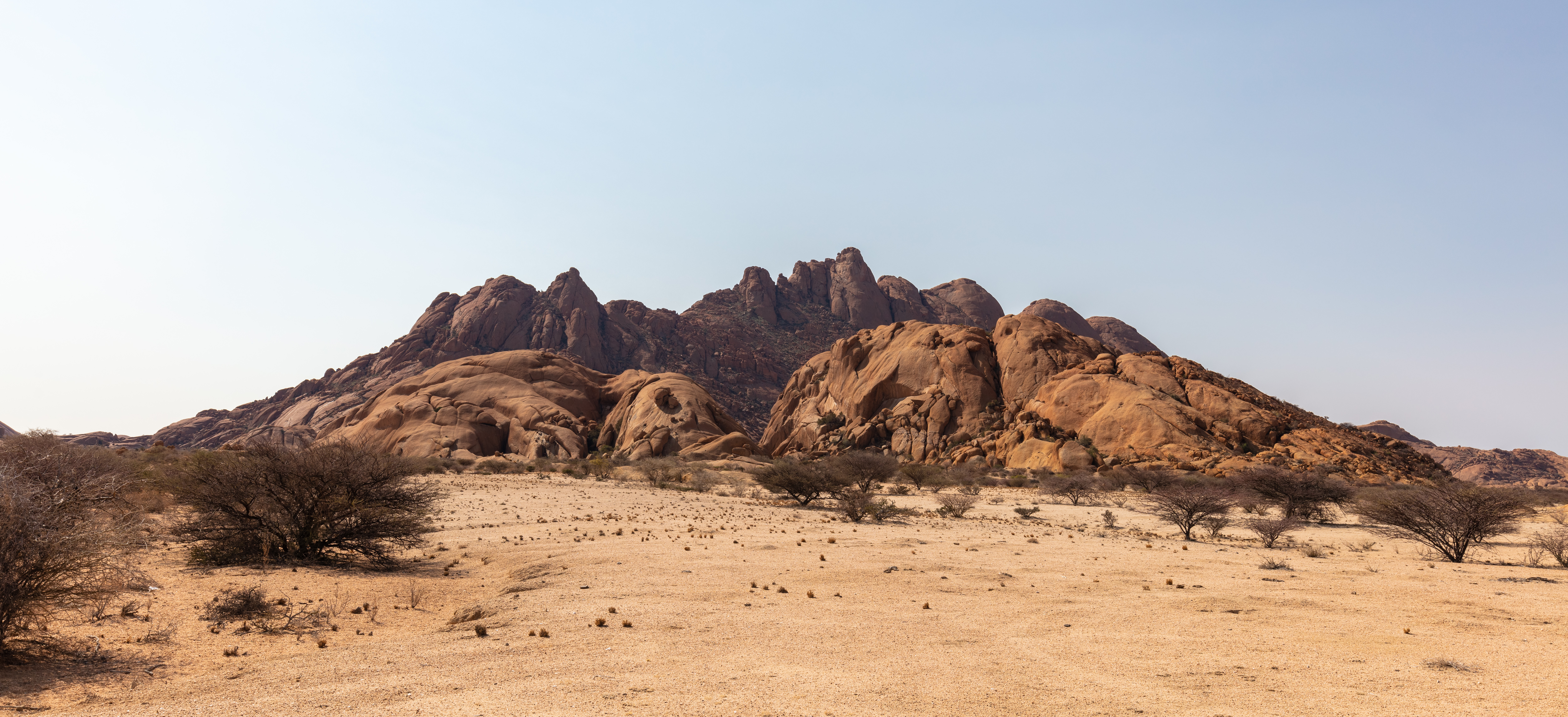
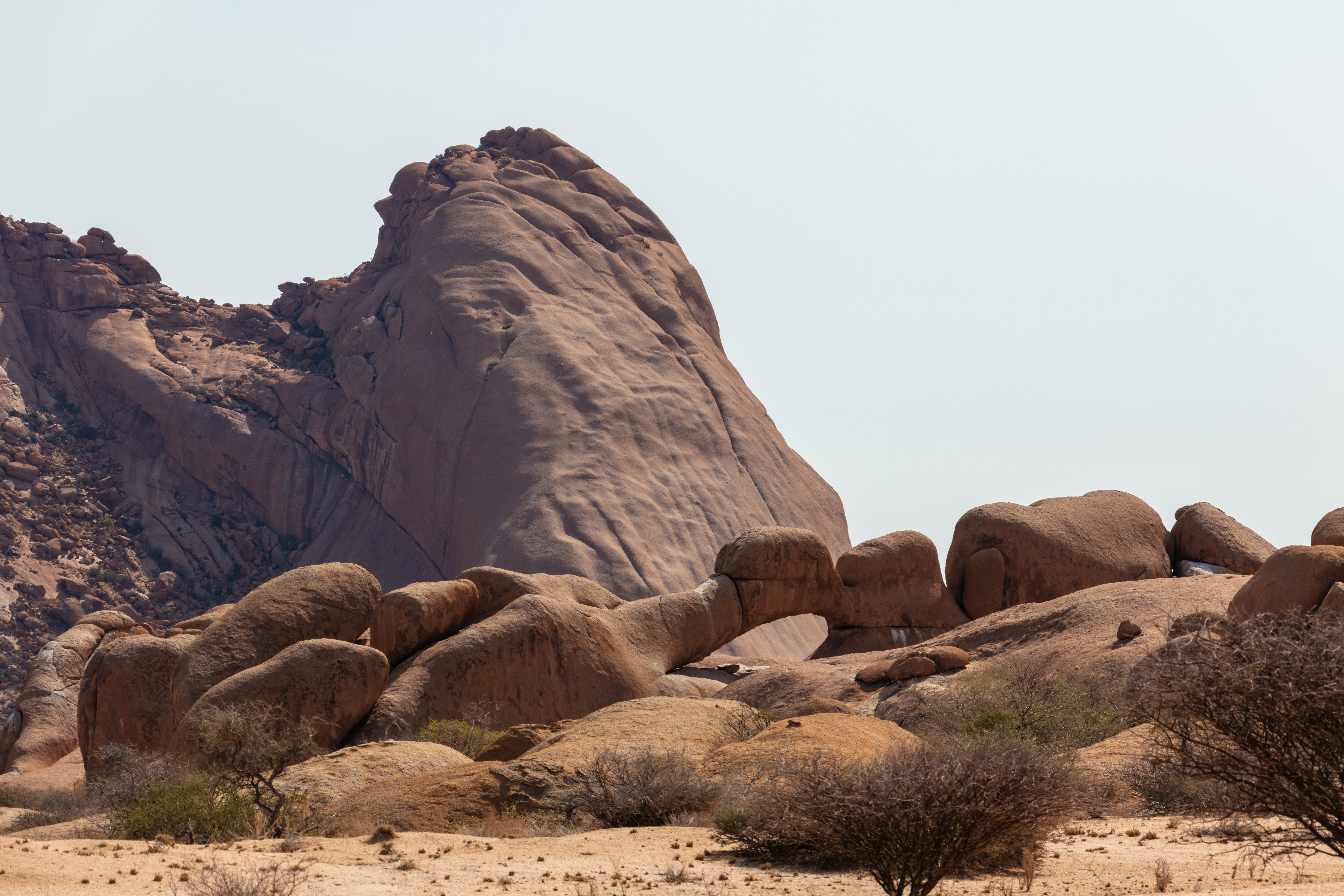